# Clément Nyaletsossi Voule
Clément Nyaletsossi Voule (* vor 1990 in Togo) ist ein togoischer Diplomat und Jurist. Er war von 2018 bis April 2024 UN-Sonderberichterstatter zum Recht auf friedliche Versammlung und Vereinigung.

## Herkunft und Ausbildung
Clément Nyaletsossi Voule wuchs in Togo auf, er studierte Grundrechte an der Universität Nantes und erwarb einen Master-Abschluss in internationalem Recht am Hochschulinstitut für internationale Studien und Entwicklung in Genf.

## Menschenrechtsarbeit
Voule war Generalsekretär der togoischen Sektion von Amnesty International und ebenfalls Generalsekretär der togolesischen Coalition of Human Rights Defenders. 2011 wurde er Berater der Afrikanischen Kommission der Menschenrechte und der Rechte der Völker.
2006 ging Voule zu der Non-Profit-Organisation International Service for Human Rights (ISHR) mit Hauptsitzen in New York und Genf und war dort als Justiziar für Afrika tätig. Er arbeitete mit den Regierungen in Mali, Elfenbeinküste und Burkina Faso daran, Menschenrechte im Rechtssystem zu verankern.
Aktuell (2023) arbeitet Voule als Forscher an der Geneva Academy of International Humanitarian Law and Human Rights und ist leitender Berater des ISHR. Schwerpunkte seiner Arbeit sind Menschenrechte in der Wirtschaft, Justiz im Wandel, der Schutz von Menschenrechtsaktivisten, Versammlungs- und Vereinigungsfreiheit.

## Vereinte Nationen
2018 wurde Voule als Nachfolger der Italienerin Annalisa Ciampi zum UN-Sonderberichterstatter zu Versammlungs- und Organisationsfreiheit (engl.: United Nations Special Rapporteur on the Rights to Freedom of Peaceful Assembly and of Association) für den UN-Menschenrechtsrat ernannt.
Voules Ernennung wurde durch die internationale Community of Democracies (CoD) begrüßt, die ihm Unterstützung für seine Aufgabe zusicherten. In seinem ersten Bericht an den UN-Sicherheitsrat benannte er die Unterdrückung von Angehörigen der LGBT-Gruppe als herausragendes Problem beeinträchtigter Menschenrechte. Voule sprach sich für eine Erweiterung der bürgerlichen Freiheiten auch für den Bereich Internetnutzung aus und argumentierte, dass die Versammlungsfreiheit auch im digitalen Raum gelten müsse.
Gemeinsam mit einer Gruppe von Experten verurteilte Voule das chinesische Sicherheitsgesetz für Hongkong von 2020 als „inkompatibel“ mit den internationalen Menschenrechten. Im Vorfeld der Parlaments- und Präsidentschaftswahl in Nicaragua 2021 forderte Voule die politischen Führer auf, die Menschenrechte nicht zu verletzen.
Im September 2021 stellte der Voule einen Bericht zum Recht auf Versammlungs- und Vereinigungsfreiheit im Kontext von Protesten für mehr Klimagerechtigkeit auf der 76. UN-Generalversammlung vor und dokumentierte zahlreiche Einschränkungen des Rechts auf Versammlungs- und Vereinigungsfreiheit beim Einsatz für mehr Klima- und Umweltschutz. Obwohl zivilgesellschaftliche Organisationen eine wesentliche Rolle bei der Bewältigung der Folgen des Klimawandels und einem gerechten Übergang zu ökologisch nachhaltigen Volkswirtschaften spielten, würden sie dabei oft behindert und in der Ausübung ihrer Versammlungs- und Vereinigungsfreiheit eingeschränkt oder verletzt.
2024 wurde die Kolumbianerin Gina Romero zu seiner Nachfolgerin als Sonderberichterstatter ernannt.